# Білий Яр (Правдинський район)
Білий Яр (рос. Белый Яр), до 1947 року — Айзерваген (нім. Eiserwagen) — селище в Правдинському районі Калінінградської області Російської Федерації. Входить до складу Правдинського міського поселення.